# Macarena Orellana
Macarena Orellana Caperochipi es una profesora chilena de historia y cultora del kickboxing, campeona panamericana y seis veces campeona nacional. En octubre del 2021, ganó la medalla de plata en el Mundial de kickboxing en Egipto. Tiene como apodo la "Maquinita".

## Biografía
Orellana nació y creció en el barrio de Arellano en Macul. Tiene un Magíster en Historia Latinoamericana. Dio clases de historia en la Universidad Silva Henríquez y en liceos y fue profesora auxiliar del Departamento de Historia de la Universidad de Chile.
Empezó el kickboxing cuando buscaba hacer un deporte para sentirse más segura en su vida cotidiana y en el espacio público, por ser mujer y lesbiana, después de los asesinatos de Nicole Saavedra y de Daniel Zamudio. Entrena con Iván Galaz. Adicionalmente probó otro deportes de contacto como el MMA, el boxeo y el BJJ. Sebastián Corral le puso el apodo la "Maquinita". Tiene como lema «Pelea como Mujer».
Propone talleres de kickboxing para jóvenes y es gestora deportiva. Además desde 2017 organiza campeonatos de kickboxing femenino "Pelea como Mujer", los cuales reúnen deportistas de todos niveles.
Denunció la falta de apoyo económico al deporte en Chile, en particular para poder representar a Chile en torneos internacionales. A pesar de haber clasificado tres veces para el campeonato mundial, no pudo asistir en 2017 y 2019 por falta de dinero. En agosto de 2021, mientras Orellana se encontraba en campaña para recaudar fondos para poder participar al mundial en Egipto, recibió una propuesta de ayuda del empresario Andrónico Luksic, la cual rechazó. Explicó no querer ser utilizada para un lavado de imagen y criticó a Luksic y sus empresas, asegurando además preferir recibir plata «de gente honesta, que creen en mi trabajo, en mi activismo, en mi vida deportiva y docente». En octubre del 2021, ganó la medalla de plata en el Mundial de kickboxing de Egipto.
En 2016, denunció, junto a la estudiante Dina Camacho, haber sido acosada sexualmente por Leonardo León, exdirector de la carrera de Historia.
Es fanática del club de fútbol Colo Colo.

## Logros deportivos
Fue invitada en varios torneos nacionales e internacionales, aunque por falta de recursos no pudo asistir al Mundial de Kickboxing WAKO en Hungría en 2017. Consiguió los siguientes logros:
- 2016:
  - campeona nacional de kickboxing WAKO en la categoría -56 kilos Low Kick
  - medalla de oro en el Panamericano WAKO en -56 kilos low kick, Cancún, México
- 2017:
  - campeona nacional de kickboxing WAKO en la categoría -56 kilos Low Kick
  - campeona de la Copa Chile de la WKF -60 kilos
  - medalla de bronce en el Sudamericano WAKO 2017 en la categoría -56 kilos, Brasil
- 2018:
  - campeona nacional de kickboxing WAKO en la categoría -56 kilos Low Kick
  - campeona de la Copa Chile de la WKF -60 kilos
  - medalla de oro en la categoría 56 kilos de “low kick-cinturones de color” en el X Torneo Panamericano de Kickboxing en Cancún, México
- 2019:
  - medalla de oro en el Sudamericano de Kickboxing en Pucón, Chile
- 2021:
  - medalla de plata en el Mundial de Kickboxing en Egipto